# Драгомирци
Драгомирци или Драгомир (на гръцки: Βαφιοχώρι, Вафиохори, катаревуса Βαφειοχώριον, Вафиохорион, до 1928 година Δραγομίρ, Драгомир) е село в Гърция, дем Пеония, област Централна Македония със 781 души население (2001).

## География
Селото е разположено на няколко километра източно от Ругуновец (Поликастро).

## История
На 2 km северно от селото е открито праисторическо селище от Бронзовата епоха, обявено в 1987 година за защитен паметник.

### В Османската империя
Църквата „Свети Георги“ в Драгомирци е от 1806 година.
В „Етнография на вилаетите Адрианопол, Монастир и Салоника“, издадена в Константинопол в 1878 година и отразяваща статистиката на населението от 1873 година, Драгомирци (Dragomirtzi) е посочено като селище в Авретхисарската каза с 90 домакинства, като жителите му са 400 българи.
Към края на ХІХ век селото е чифлик на солунския банкер Саул Модиано. В 1904 година драгомирчани взимат под наем селото от Модиано за 7 години, но преди изтичането на този срок го откупуват изцяло.
Според статистиката на Васил Кънчов („Македония. Етнография и статистика“) от 1900 г. 480 е населявано от 480 жители българи. В началото на XX век цялото население на Драгомирци е под върховенството на Българската екзархия. По данни на секретаря на екзархията Димитър Мишев („La Macédoine et sa Population Chrétienne“) в 1905 година в Драгомирци (Dragomirtzi) има 616 българи екзархисти и функционира българско училище.
По време на Хуриета през първата половина на 1909 година в селото е основано бюро (клон) на Съюза на българските конституционни клубове.
При избухването на Балканската война в 1912 година девет души от Драгомирци са доброволци в Македоно-одринското опълчение.

### В Гърция
Селото остава в Гърция след Междусъюзническата война в 1913 година. В селото са настанени гърци бежанци. В 1928 година селото е смесено местно-бежанско със 117 семейства и 478 души гърци бежанци.
| Име           | Име         | Ново име      | Ново име       | Описание                                    |
| ------------- | ----------- | ------------- | -------------- | ------------------------------------------- |
| Курия         | Κουρί       | Дасаки        | Δασάκι         | местност на Ю от Беглерия                   |
| Беглерия      | Μπεϊγλερή   | Архондика     | Άρχοντικά      | местност на Ю от Ситария и на З от Беглерия |
| Казаново      | Καζανόβον   | Какорема      | Κακόρεμα       | река на Ю от Казаново                       |
| Казански ниви | Καζανόβου   | Аплома        | Άπλωμα         | местност на ЮИ от Казаново                  |
| Беглерия      | Μπεϊγλερή   | Вриси         | Βρύση          | извор на ЮИ от Казаново и на СИ от Беглерия |
| Аврет Хисар   | Αβρέτ Χισάρ | Гинекокастрон | Γυναικόκαστρον | крепост на ЮИ над Женско                    |
| Суртараш      | Σουρτάρας   | Пиги          | Πηγή           | местност на ЮИ от Драгомирци                |
| Суртараш      | Σουρτάρας   | Оргома        | Όργωμα         | извор на ЮИ от Драгомирци                   |
| Аша махале    | Άσία Μαχαλέ | Синикия Асияс | Συνοικία Ασίας |                                             |
| Бара          | Μπάρα       | Авлаки        | Αύλάκι         | местност на С от Драгомирци                 |
| Селемли       | Σελεμλή     | Селинос       | Σέληνος        | местност на СЗ от Драгомирци                |
| Арджан        | Άρτζάν      | Плиромена     | Πληρωμένα      | езеро на СЗ от Драгомирци                   |

## Личности
Родени в Драгомирци
- Андон, деец на ВМОРО, четник на Кръстьо Асенов в 1903 година,[14]
- Георги Делев, македоно-одрински опълченец, Първа рота на Девета велешка дружина, носител на орден „За храброст“ IV степен[15]
- Гоне Вардалиев (1874 – ?), македоно-одрински опълченец, четата на Иван Ташев с четата на Рума Делчева[16]
- Димитър Атанасов Георгиев – Марчето (1920 – 1944), български партизанин[17]
- Димитър Бандулов, български печатар
- Лазар Ников, български революционер от ВМОРО, четник на Аргир Манасиев[18]
- Мино Топлев (1874 – ?), македоно-одрински опълченец, Кукушка чета[19]
- Мито Главов (Мицо Глаов, 1888/1890 – ?), македоно-одрински опълченец, Кукушка чета, Първа рота на Четиринадесета воденска дружина[20]
- Мицо Наков (1866 – ?), македоно-одрински опълченец, Нестроева рота и Четвърта рота на Четиринадесета воденска дружина[21]
- Петър Йотов (1872 – след 1943), български революционер
- Трайко Гьотов (1870 – ?), български революционер, войвода на ВМОРО
- Христо Бандулов (1867 – ?), български просветен деец
- Янак Гонов (1884 – ?), македоно-одрински опълченец, Кукушка чета[22]
- Янаки Георгиев (1886 – ?), македоно-одрински опълченец, учител, Първа рота на Тринадесета кукушка дружина[23]
- Янаки Стояов, македоно-одрински опълченец, Нестроева рота на Трета солунска дружина[24]